# Marc Leuenberger (Eishockeyspieler, 1962)
Marc Leuenberger (* 24. Juli 1962 in Saint-Imier) ist ein ehemaliger Schweizer Eishockeyspieler, -trainer und -funktionär, der für den EHC Biel und Fribourg-Gottéron in der Schweizer Nationalliga A spielte. Als Trainer betreute er ebenfalls den EHC Biel sowie den HC Ajoie. Zurzeit arbeitet er als Berater beim Fernsehsender Télévision Suisse Romande.

## Karriere
Marc Leuenberger begann seine Karriere als Eishockeyspieler in seinem Heimatort, wo er bis 1980 im Nachwuchsbereich des HC Saint-Imier-Sonceboz aktiv war. Anschliessend wechselte der Angreifer für zwei Jahre zum HC La Chaux-de-Fonds aus der Nationalliga B. Daraufhin spielte er ein Jahr lang für den HC Ambrì-Piotta in der Nationalliga A sowie weitere acht Spielzeiten für deren Ligarivalen EHC Biel. Während seiner letzten Station als Spieler wurde der Schweizer zwischen 1992 und 1994 drei Mal in Folge Vizemeister mit Fribourg-Gottéron. 1996 beendete er dort seine aktive Karriere.
Nach seinem Karriereende übernahm Leuenberger das Amt als Sportdirektor bei Fribourg-Gottéron, das er bis Dezember 1999 ausübte. Anschliessend war er bis 2003 Trainer der A-Junioren seines Ex-Clubs EHC Biel, ehe er in der Saison 2003/04 erstmals Cheftrainer bei einer Profimannschaft wurde, als er einen Vertrag beim HC Ajoie aus der NLB erhielt. Daraufhin zog er sich aus dem Eishockey zurück und wurde Berater beim Fernsehsender Télévision Suisse Romande.

### International
Für die Schweiz nahm Leuenberger an den B-Weltmeisterschaften 1989 in Lillehammer und 1990 in Megève teil. Des Weiteren spielte er bei den Olympischen Winterspielen 1988 in Calgary.

## Erfolge und Auszeichnungen
- 1990 NLA All-Star-Team
- 1990 Aufstieg in die A-Gruppe bei der B-Weltmeisterschaft 1990
- 1992 Schweizer Vizemeister mit Fribourg-Gottéron
- 1993 Schweizer Vizemeister mit Fribourg-Gottéron
- 1994 Schweizer Vizemeister mit Fribourg-Gottéron